# Палестина на Светском првенству у атлетици на отвореном 2017.
Палестина је учествовала на Светском првенству у атлетици на отвореном 2017. одржаном у Лондону од 4. до 13. августа петнаесто пут. Репрезентацију Палестине представљала су два такмичара (1 мушкарац и 1 жена) који су се такмичили у 2 дисциплине.,
На овом првенству Палестина није освојила ниједну медаљу. Остварен је један најбољи лични резултат сезоне.

## Учесници
| Мушкарци: - Весам Алмасри — 200 м | Жене: - Мајада Ал-Сајед — Маратон |  |

## Резултати

### Мушкарци
| Атлетичар     | Дисциплина | Лични рекорд | Квалификације  | Квалификације  | Полуфинале           | Полуфинале           | Финале               | Финале               | Детаљи |
| Атлетичар     | Дисциплина | Лични рекорд | Резултат       | Место          | Резултат             | Место                | Резултат             | Место                | Детаљи |
| ------------- | ---------- | ------------ | -------------- | -------------- | -------------------- | -------------------- | -------------------- | -------------------- | ------ |
| Весам Алмасри | 800 м      | 1:47,04      | Није стартовао | Није стартовао | Није се квалификовао | Није се квалификовао | Није се квалификовао | Није се квалификовао |        |

### Жене
| Атлетичарка     | Дисциплина | Лични рекорд | Финале      | Финале       | Детаљи |
| Атлетичарка     | Дисциплина | Лични рекорд | Резултат    | Место        | Детаљи |
| --------------- | ---------- | ------------ | ----------- | ------------ | ------ |
| Мајада Ал-Сајед | Маратон    | 2:40:00      | 2:54:58 ЛРС | 68 / 78 (92) |        |